# Rochett

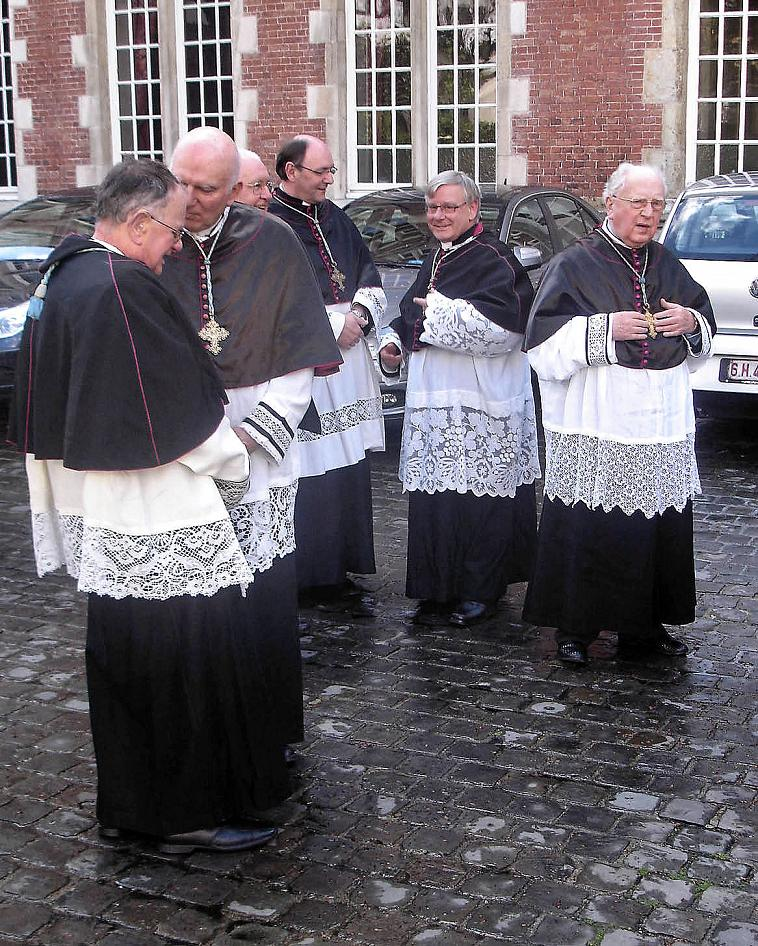
Kanoniker im Chorgewand

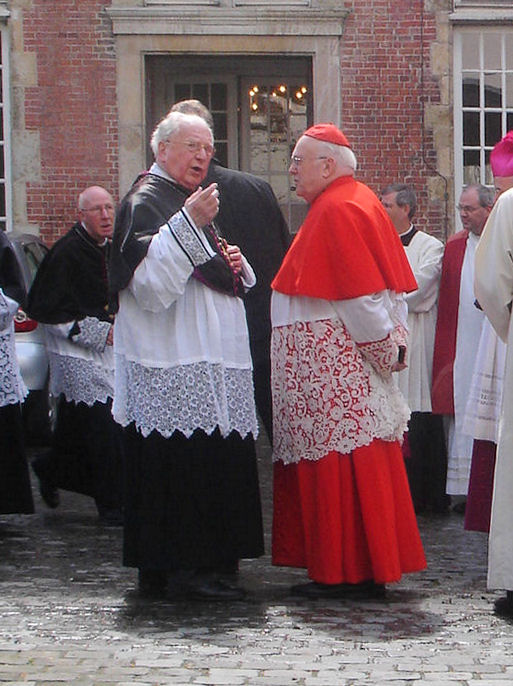
Kanoniker und Kardinal mit Rochett, Brugge

Das Rochett (von althochdeutsch roccus „Rock“) ist ein bis zu den Knien reichendes, gefaltetes und manchmal verziertes, weißes Leinengewand. Während das früher vielfach unter einem Kragen in der liturgischen Tagesfarbe getragene Rochett wie ein kragenloses Hemd bis zum Hals reichte und dort mit einem Knopf zusammengehalten wurde, hat es heute oft einen viereckigen Kopfausschnitt, in dem der Talar sichtbar wird. Die Ränder an den Ärmeln und am unteren Ende sind teils reich bestickt oder mit Spitze versehen.
Ein historischer, heute selten verwendeter Fachbegriff ist Superpelliceum, das heißt, ein Gewand, das „über dem Pelz“ getragen wurde. In nördlichen Regionen war beim Chorgebet in kalten Kirchen eine wärmende Pelzkleidung notwendig, über der eine eng geschnittene Albe unzweckmäßig war. Das Superpelliceum reichte bis zum 13. Jahrhundert bis zu den Füßen. Es wurde von allen Klerikern getragen. Bei den niederen Weihegraden war es das liturgische Gewand zur heiligen Messe. Daraus ergibt sich die heutige Verwendung als Kleidung für Ministranten, die in der Liturgie die Aufgaben der Akolythen übernommen haben.
Das Rochett ist vom Chorhemd zu unterscheiden. Als eng anliegendes Hemd ist das Rochett heute nur Prälaten, also etwa Bischöfen und Kardinälen, vorbehalten. Im deutschen Sprachgebrauch allerdings werden die Chorhemden der Messdiener oft Rochett oder Chorrock genannt. Es wird manchmal im lutherischen (Selbständige Evangelisch-Lutherische Kirche) Gottesdienst vom Pfarrer und Ministranten über dem Talar getragen.
Eine Weiterentwicklung des Rochetts stellt das Sarrozium dar.